# Crocchette di baccalà
Le crocchette di baccalà o frittelle di baccalà (in portoghese: bolinhos de bacalhau) sono una specialità gastronomica tipica dell'Europa meridionale (tra cui Italia, Spagna, Francia e Portogallo). La ricetta ufficiale più antica delle crocchette di baccalà venne scritta dal portoghese Carlos Bandeira de Melo. È un tipo di crocchetta di pasta di merluzzo a scaglie mescolato con altri ingredienti. La sua preparazione varia leggermente a seconda del paese.

## Storia
La prima ricetta delle crocchette di baccalà portoghesi apparve in un libro intitolato Tratado de Cozinha e de Copa, scritto nel 1904 da Carlos Bandeira de Melo, un ufficiale dell'esercito portoghese che utilizzava lo pseudonimo di Carlos Bento da Maia. Tale volume ricetta riporta:
Nonostante indicasse il metodo di preparazione e gli ingredienti, l'autore non riporta le informazioni sulle quantità degli ingredienti da usare.
Nel 2011 le crocchette di baccalà si candidarono tra le "7 meraviglie della gastronomia portoghese".

## Nel mondo

### Brasile
I pastel de bacalhau brasiliani sono simili alle empanada sudamericane e contengono il merluzzo.

### Italia
In Italia esistono diverse varianti delle frittelle di baccalà. In Umbria e a Pontremoli, in Toscana, vengono ricoperte di pastella a base di farina, latte, uova e olio. In Veneto il merluzzo viene lessato nel latte e fritto con un amalgama di pasta da pane. In Liguria sono tipici i frisceu, mentre a Napoli le polpette di merluzzo rientrano nel novero delle zeppulelle salate.

### Portogallo
In molte parti del Portogallo le crocchette di baccalà contengono anche formaggio di pecora della Serra da Estrela, che contribuisce a insaporire il piatto.

### Spagna
Le polpette di pesce sono anche una ricetta diffusa in Catalogna, ove fungono da spuntino o contorno e sono ottenuti mescolando acqua o latte, farina, aglio, prezzemolo, uova e talvolta anche cipolla tritata. In Portogallo, questa variante si chiama patanisca de bacalhau.